# Горње Мокрице
Горње Мокрице су насељено место у саставу града Петриње, у Банији, Република Хрватска.

## Историја

### Рат у Хрватској
Горње Мокрице су се од распада Југославије до августа 1995. године налазиле на самој линији разграничења.

## Становништво
Насеље је према попису становништва из 2011. године имало 105 становника.
| Националност       | 1991.        |
| Хрвати             | 174 (98,86%) |
| Срби               | 0            |
| Југословени        | 1 (0,56%)    |
| остали и непознато | 1 (0,56%)    |
| Укупно             | 176          |